# Torneo Sudamericano de Clubes de Futsal Femenino 2013
Il Torneo Sudamericano de Clubes de Futsal Femenino 2013 è la 2ª edizione del torneo continentale riservato ai club di calcio a 5 femminili vincitori nella precedente stagione del massimo campionato delle federazioni affiliate alla CONMEBOL. La competizione si è giocata dal 4 al 10 febbraio 2013.

## Squadre partecipanti
Tutte le nazioni che partecipano schierano una o più squadre, per un totale di 10 squadre.

### Lista
I club sono stati ordinati in ordine alfabetico della federazione.

| Rank | Squadra             |
| ---- | ------------------- |
| 1    | San Lorenzo         |
| 2/TH | Chapecó             |
| 3/H  | Boston College      |
| 4    | Ovalle              |
| 5    | San Marcos de Arica |
| 6    | Santiago Morning    |
| 7    | Santiago Wanderers  |
| 8    | Unión Temuco        |
| 9    | Bella Vista         |
| 10   | CUAM                |

Note
- (TH) Squadra campione in carica
- (H) – Squadra ospitante

### Formula
Le 10 squadre si affrontano in due gironi da cinque. Le prime due di ogni girone accedono alla fase finale ad eliminazione diretta, le terze disputano la finale per il 5º posto, le quarte per il 7º posto e le quinte per il 9º posto.

## Fase a gironi

### Gruppo A
| Squadra             | P.ti | G | V | N | P | GF  | GS | DR   |
| ------------------- | ---- | - | - | - | - | --- | -- | ---- |
| Chapecó             | 12   | 4 | 4 | 0 | 0 | 117 | 1  | +116 |
| Santiago Morning    | 9    | 4 | 3 | 0 | 1 | 39  | 13 | +26  |
| San Marcos de Arica | 6    | 4 | 2 | 0 | 2 | 10  | 37 | -27  |
| Ovalle              | 3    | 4 | 1 | 0 | 3 | 5   | 69 | -64  |
| Santiago Wanderers  | 0    | 4 | 0 | 0 | 4 | 2   | 53 | -51  |

### Gruppo B
| Squadra        | P.ti | G | V | N | P | GF | GS | DR   |
| -------------- | ---- | - | - | - | - | -- | -- | ---- |
| San Lorenzo    | 9    | 3 | 3 | 0 | 0 | 25 | 2  | +23  |
| Bella Vista    | 6    | 3 | 2 | 0 | 1 | 19 | 7  | +12  |
| Unión Temuco   | 3    | 3 | 1 | 0 | 2 | 11 | 27 | -16  |
| Boston College | 0    | 3 | 0 | 0 | 3 | 6  | 25 | -169 |
| CUAM           | 0    | 0 | 0 | 0 | 0 | 0  | 0  | 0    |

## Fase ad eliminazione diretta

### Tabellone
|  | Semifinali       | Semifinali       | Semifinali  |             |         | Finale           | Finale           | Finale          |  |
|  |                  |                  |             |             |         |                  |                  |                 |  |
|  | Chapecó          | Chapecó          | 5           |             |         |                  |                  |                 |  |
|  | Chapecó          | Chapecó          | 5           |             |         |                  |                  |                 |  |
|  | Bella Vista      | Bella Vista      | 1           |             |         |                  |                  |                 |  |
|  | Bella Vista      | Bella Vista      | 1           |             | Chapecó | Chapecó          | 5                |                 |  |
|  |                  |                  |             |             | Chapecó | Chapecó          | 5                |                 |  |
|  |                  |                  | San Lorenzo | San Lorenzo | 1       |                  |                  |                 |  |
|  | San Lorenzo      | San Lorenzo      | San Lorenzo | San Lorenzo | 1       | 1                |                  |                 |  |
|  | San Lorenzo      | San Lorenzo      |             |             |         | 1                |                  |                 |  |
|  | Santiago Morning | Santiago Morning | 0           |             |         | Finale 3º posto  | Finale 3º posto  | Finale 3º posto |  |
|  | Santiago Morning | Santiago Morning | 0           |             |         |                  |                  |                 |  |
|  |                  |                  |             |             |         |                  |                  |                 |  |
|  |                  |                  |             |             |         | ' Bella Vista    | ' Bella Vista    | 2               |  |
|  |                  |                  |             |             |         | ' Bella Vista    | ' Bella Vista    | 2               |  |
|  |                  |                  |             |             |         | Santiago Morning | Santiago Morning | 3               |  |

|  | Finale 5º posto     |   |
|  |                     |   |
|  | San Marcos de Arica | 6 |
|  | San Marcos de Arica | 6 |
|  | Unión Temuco        | 8 |
|  | Unión Temuco        | 8 |

|  | Finale 7º posto |   |
|  |                 |   |
|  | Ovalle          | 4 |
|  | Ovalle          | 4 |
|  | Boston College  | 7 |
|  | Boston College  | 7 |